# Llancers negres
Els llancers negres (portuguès: Lanceiros negros) van ser un cos militar format per soldats afrodescendents que van combatre a la Guerra dels Farrapos (1835-1845), un conflicte entre les províncies del sud del Brasil que pretenien emancipar-se i l'Imperi. Aquest cos era integrat principalment per antics esclaus que van ser alliberats amb la condició de servir a l'exèrcit de la República Rio-Grandense. El seu paper en la guerra va ser decisiu en múltiples batalles, demostrant una gran disciplina i valentia.

## Context històric
La Guerra dels Farrapos, també coneguda com la Revolta Farroupilha, va ser una guerra secessionista liderada per terratinents i militars descontents amb el govern de Pere II del Brasil. A la província de Rio Grande do Sul, els farroupilhas —com s'anomenaven els rebels— van proclamar la República Riograndense el 1836. La lluita contra les forces imperials va estendre's durant gairebé una dècada. Aquest conflicte va sorgir com a resposta a les polítiques econòmiques restrictives imposades per l'Imperi del Brasil, especialment pel que fa als alts impostos sobre el charque (carn de bou assecada) produït en aquell territori.
Els llancers negres es van constituir com una força de cavalleria lleugera composta per negres lliures i esclaus que havien aconseguit la llibertat a canvi d'allistar-se. Aquesta unitat era coneguda per la seva destresa en l'ús de la llança i la seva rapidesa en la càrrega contra l'enemic. Eren entrenats intensament en tècniques de combat cos a cos i tàctiques de cavalleria, fet que els feia especialment efectius en incursions llampec o en maniobres de flanqueig.

## Paper en la guerra
Els llancers negres van participar en diverses batalles clau de la Guerra dels Farrapos, incloent-hi la batalla de Seival (1836) i altres enfrontaments contra l'exèrcit imperial. Van ser fonamentals en l'èxit inicial dels farroupilhas, doncs la seva presència al camp de batalla era estratègica per a la mobilitat de les tropes republicanes, utilitzant atacs sorpresa i tècniques de guerrilla per desgastar l'exèrcit imperial. A més de les accions militars, els llancers negres també van tenir un paper en la protecció de poblacions i en tasques logístiques fonamentals per al manteniment de la resistència.

### La traïció i massacre de Porongos
Tot i la seva contribució a la causa republicana, els llancers negres van ser traïts pels seus propis líders en la fase final del conflicte. El 14 de novembre de 1844, en el que es coneix com la Massacre de Porongos, les forces imperials van atacar el campament dels soldats afrobrasilers per sorpresa, provocant la seva aniquilació gairebé total. Segons diverses fonts, aquest atac va ser facilitat per un pacte entre el comandant farroupilha David Canabarro i Luís Alves de Lima e Silva, líder de les forces imperials, amb la finalitat d’eliminar les tropes negres a canvi d’una negociació de pau més favorable. Els soldats negres, en aquell moment desarmats i en una situació vulnerable, van ser massacrats sense possibilitat de defensar-se.

## Llegat
Els llancers negres són recordats com un símbol de resistència i lluita per la llibertat al Brasil. Actualment, la seva història forma part de la identitat cultural de Rio Grande do Sul i es commemora en esdeveniments com la Setmana Farroupilha. Tot i la traïció que van patir, la seva memòria perdura com un exemple de coratge i sacrifici. La seva figura ha estat reivindicada per moviments socials que lluiten pels drets dels afrodescendents al Brasil, i diversos estudis han aprofundit en la seva història per recuperar-ne el paper oblidat en la història nacional.

## Homenatges
En virtut de la Llei Federal núm.14795 de 2024, el cos de llancers negres va entrar a formar part del Llibre dels Herois i Heroïnes de la Pàtria, un memorial situat a Brasília on es recorda la figura de personalitats que van servir al Brasil en la seva defensa i construcció amb excepcional dedicació i heroisme.